# SN 2009hu
SN 2009hu – supernowa typu Ib odkryta 25 czerwca 2009 roku w galaktyce A145329+1835. W momencie odkrycia miała maksymalną jasność 22,60m.